# サンディーノ市
サンディーノ市（スペイン語：Ciudad Sandino）は、ニカラグアのマナグア県の都市。2015年の人口は10万7390人で、国内6位。